# Сокальська міська територіальна громада
Сокальська міська громада — територіальна громада в Україні, в Шептицькому районі Львівської області. Адміністративний центр — місто Сокаль.
Площа громади — 683,7 км², населення — 52 574 мешканців, з яких 28 052 - сільське населення, 24 522 - міське.

## Населені пункти
До складу громади входять місто Сокаль, селище Жвирка та 58 сіл:
- Борок
- Боб'ятин
- Бодячів
- Бояничі
- Варяж
- Велике
- Войславичі
- Волиця
- Ганівка
- Гатківка
- Горбків
- Гута
- Забужжя
- Завишень
- Залижня
- Зубків
- Ільковичі
- Княже
- Комарів
- Конотопи
- Копитів
- Лешків
- Лещатів
- Лубнівка
- Лучиці
- Матів
- Ниновичі
- Нісмичі
- Опільсько
- Перв'ятичі
- Переспа
- Перетоки
- Пісочне
- Поториця
- Равщина
- Романівка
- Ромош
- Роятин
- Русин
- Савчин
- Свитазів
- Скоморохи
- Смиків
- Спасів
- Старгород
- Стенятин
- Суховоля
- Тартаків
- Теляж
- Трудолюбівка
- Тудорковичі
- Угринів
- Ульвівок
- Фусів
- Хоробрів
- Шарпанці
- Шихтарі
- Шпиколоси[2]